# Fiorone di Ruvo
 'Fiorone di Ruvo' es un cultivar de higuera de tipo higo común Ficus carica bífera es decir de dos  cosechas por temporada las brevas de primavera-verano, y los higos en verano-otoño, de higos color de fondo púrpura marrón claro con sobre color de banda irregular verde claro entremezclado de púrpura. Se cultiva principalmente en huertos y jardines de la zona de Ruvo di Puglia, y en Estados Unidos en huertos y jardines privados de varios estados donde fue llevado por emigrantes italianos a finales del siglo XIX y principios del siglo XX.

## Sinonimia
- „Sin sinónimos“,[4][5]

## Historia
Antigua variedad italiana de orígenes en Ruvo di Puglia, provincia de Bari (región de Apulia.
Variedad cultivada desde antiguo especialmente en la zona de Ruvo di Puglia, donde esta variedad encuentra su hábitat óptimo puede dar lo mejor de sí mismo.

## Características
'Fiorone di Ruvo' es una higuera del tipo higo común bífera es decir de dos cosechas por temporada, la higuera es un árbol de porte majestuoso, de hecho, tal vez el más grande entre los higos, muy productivo y constante en la madurez de los frutos. Las hojas son trilobuladas en su mayoría.
En 'Fiorone di Ruvo' el tamaño de la fruta sobre todo en las brevas es extraordinariamente grande, en forma de ovoide, comprimido hasta la coronilla degradado hacia el pedúnculo. Cáscara gruesa, de color de fondo púrpura oscuro con sobre color ausente en las brevas y de color de fondo púrpura marrón claro con sobre color de banda irregular verde claro entremezclado de púrpura en los higos. La carne (mesocarpio) de color blanco y gran grosor irregular siendo más grueso en la zona del collar, pulpa de color ambarino en las brevas y de color rojo en los higos, con cavidad interna pequeña con numerosos aquenios de tipo grande en las brevas y cavidad interna ausente en los higos. Maduran desde mediados de julio a primeros de octubre. Es una variedad autofértil que no necesita otras higueras para ser polinizada.

## Cultivo y uso
Esta variedad es resistente a las lluvias. Adecuado para el clima del norte de Italia. Adecuado para consumo fresco.